# Ямской сельский округ (Домодедовский район)
Ямской сельский округ — упразднённая административно-территориальная единица, существовавшая на территории Домодедовского района Московской области в 1994—2006 годах.
Старо-Фроловский сельсовет возник в первые годы советской власти возник. По состоянию на 1919 год он входил в Домодедовскую волость Подольского уезда Московской губернии.
В 1920 году Старо-Фроловский с/с был переименован в Ямской сельсовет.
В 1926 году Ямской с/с был переименован в Старо-Ямской с/с, но уже в 1927 году переименован обратно.
В 1926 году Старо-Ямской с/с включал село Старый Ям, железнодорожную будку, 2 школы, амбулаторию, здание народного суда и почтовую станцию.
В 1929 году Ямской с/с был отнесён к Подольскому району Московского округа Московской области.
17 июля 1939 года к Ямскому с/с было присоединено селение Белеутово Павловского с/с.
14 июня 1954 года к Ямскому с/с были присоединены Павловский и Съяновский сельсоветы.
1 февраля 1963 года Подольский район был упразднён и Ямской с/с вошёл в Ленинский сельский район. 11 января 1965 года Ямской с/с был передан в восстановленный Подольский район.
13 мая 1969 года Ямской с/с был передан в новый Домодедовский район, но с подчинением Домодедовскому городскому совету депутатов трудящихся и его исполнительному комитету.
Решением Московской областной Думы от 3 февраля 1994 года и решением Домодедовской районной Думы от 21 сентября 1994 года Ямской с/с был преобразован в Ямской сельский округ.
В ходе муниципальной реформы 2005 года Ямской сельский округ прекратил своё существование как муниципальная единица. При этом все его населённые пункты были переданы в городской округ Домодедово.
29 декабря 2006 года Ямской сельский округ исключён из учётных данных административно-территориальных и территориальных единиц Московской области.
| № | Населённый пункт | Тип населённого пункта | Население (2002) |
| - | ---------------- | ---------------------- | ---------------- |
| 1 | Домодедово       | село                   | ↗7848            |
| 2 | Камкино          | деревня                | ↘21              |
| 3 | Киселиха         | деревня                | ↘35              |
| 4 | Новленское       | деревня                | ↗64              |
| 5 | Новосъяново      | деревня                | ↘124             |
| 6 | Павловское       | деревня                | ↘1295            |
| 7 | Старосъяново     | деревня                | ↗62              |
| 8 | Ям               | село                   | ↗3649            |